# Willy-Brandt-Haus
Willy-Brandt-Haus – siedziba Socjaldemokratycznej Partii Niemiec usytuowana w berlińskiej poddzielnicy Kreuzberg na skrzyżowaniu ulic Wilhelmstraße 140 oraz Stresemannstraße 28.
Nazwa budynku pochodzi od nazwiska Willy’ego Brandta, przewodniczącego SPD w latach 1964–1987 i kanclerza Niemiec w latach 1969–1974.
Po zjednoczeniu Niemiec Bundestag oraz rząd federalny przeniosły swoje siedziby do Berlina. W rezultacie tego, SPD postanowiła w jak najszybszym czasie przenieść swoją siedzibę z Erich-Ollenhauer-Haus w Bonn, do nowej siedziby w stolicy zjednoczonych Niemiec.
W 1992 roku kierownictwo partii zakupiło działkę przy Wilhelmstraße o powierzchni 3225 m², w pobliżu swojej przedwojennej berlińskiej siedziby na Lindenstraße 3, którą utraciła w 1933 roku po przejęciu władzy przez nazistów. Kamień węgielny pod budowę siedziby według projektu Helge Bofingera został wmurowany w 1993 roku, a oddano go do użytku 3 lata później. Ostatecznie w 1999 roku SPD przeniosła swoją centralę do Berlina.
Na dziedzińcu budynku znajduje się rzeźba z brązu dłuta Rainera Fettinga przedstawiająca Brandta. W parku jego imienia w Sztokholmie ustawiono mniejszą kopię tej samej rzeźby.